# Santa Cruz de La Palma
Santa Cruz de la Palma é um município da ilha de La Palma, província de Santa Cruz de Tenerife, comunidade autónoma das Canárias, Espanha. Tem 43,38 km² de área e em 2021 tinha 15 446 habitantes (densidade: 356,1 hab./km²). É a capital da ilha de La Palma. Na área conhecida como Las Nieves encontra-se o Real Santuário da Virgem de las Nieves, padroeira da ilha.

## Demografia
| Variação demográfica do município entre 1991 e 2004 | Variação demográfica do município entre 1991 e 2004 | Variação demográfica do município entre 1991 e 2004 | Variação demográfica do município entre 1991 e 2004 |
| --------------------------------------------------- | --------------------------------------------------- | --------------------------------------------------- | --------------------------------------------------- |
| 1991                                                | 1996                                                | 2001                                                | 2004                                                |
| 17205                                               | 17265                                               | 17265                                               | 17857                                               |